# Rödbröstad blånäbb
Rödbröstad blånäbb (Spermophaga haematina) är en fågel i familjen astrilder inom ordningen tättingar. Den hittas i skogsområden i västra och centrala Afrika. Beståndet anses vara livskraftigt. 

## Utseende och läte
Rödbröstad blånäbb är en tjocknäbbad finkliknande fågel med tydlig teckning. Den tjocka näbben är blå, ryggen är svart och undersidan lysande röd. Hane har svart på huvud och buk, medan honan har rött i ansiktet och buken svart med vita fläckar. Bland lätena hörs ljusa visslingar, medan sången består av längre serier med klara visslingar av olika tonhöjd.

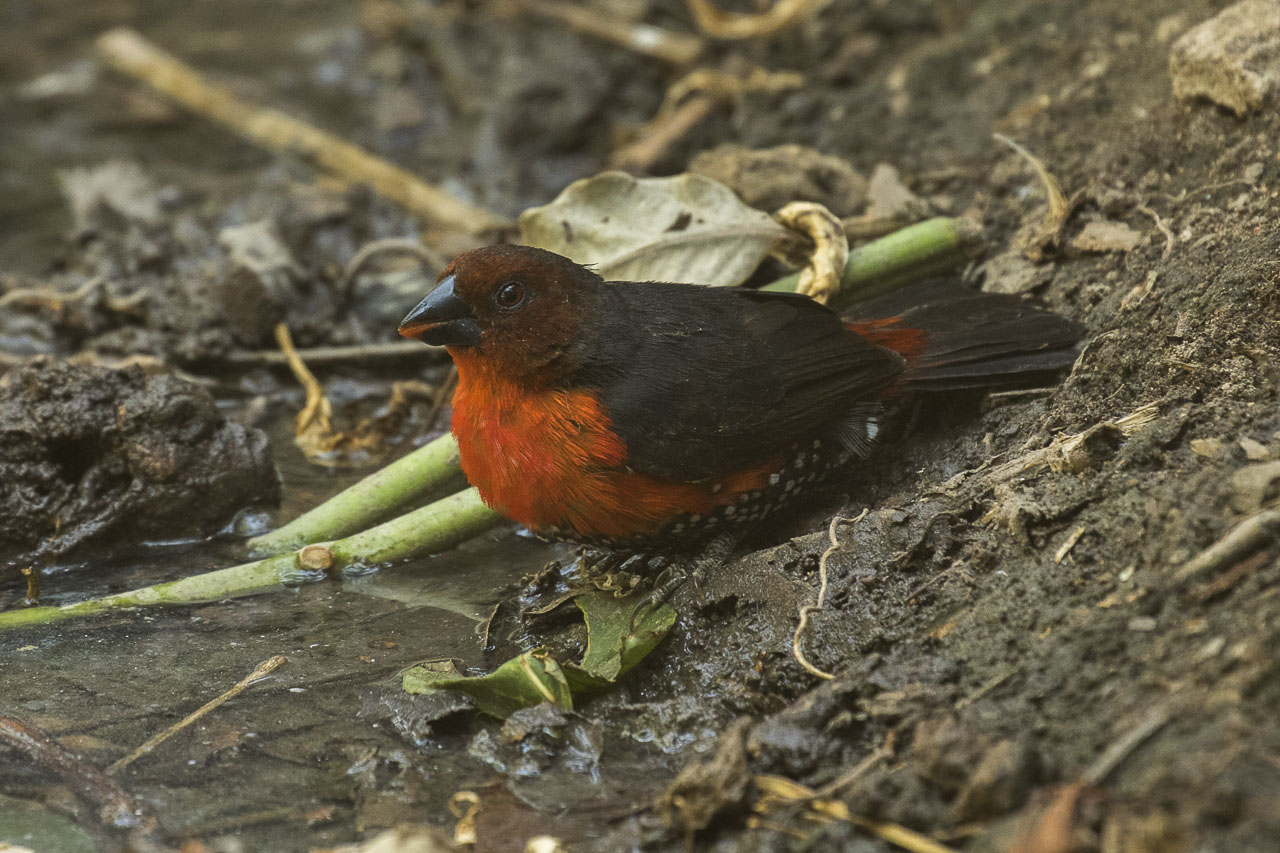
Hona i Gambia.

## Utbredning och systematik
Rödbröstad blånäbb förekommer i västra och centrala Afrika, från Senegal till Angola. Den delas in i tre underarter med följande utbredning:
- Spermophaga haematina haematina – förekommer från Senegal och Gambia till södra Mali, Sierra Leone, Liberia och Ghana
- Spermophaga haematina togoensis – förekommer i Togo till sydväst Nigeria
- Spermophaga haematina pustulata – förekommer i sydost Nigeria, Centralafrikanska republiken, Kongo-Brazzaville, centrala Kongo-Kinshasa och nordvästra Angola

## Levnadssätt
Rödbröstad blånäbb hittas i undervegetation i skog och i igenväxta områden nära skogsbryn, ofta nära vatten. Den kan ses enstaka eller som en del av kringvandrande artblandade flockar.

## Status och hot
Arten har ett stort utbredningsområde och en stor population med stabil utveckling och tros inte vara utsatt för något substantiellt hot. Utifrån dessa kriterier kategoriserar internationella naturvårdsunionen IUCN arten som livskraftig (LC). Världspopulationen har inte uppskattats men den beskrivs som ovanlig, dock lokalt mycket vanlig.